# Mezilaurus campaucola
Mezilaurus campaucola är en lagerväxtart som beskrevs av Van der Werff. Mezilaurus campaucola ingår i släktet Mezilaurus och familjen lagerväxter. Inga underarter finns listade i Catalogue of Life.